# Komunitarismus
Komunitarismus (z angl. communitarianism, od lat. communitas, společenství) má v současné sociologii a filozofii dvojí, do jisté míry odlišný význam. Jde o směr politické filozofie, který proti individualismu zdůrazňuje společnost a společenství, společné hodnoty a obecný prospěch. Individuální práva je třeba udržovat v rovnováze se zájmy národní, případně nadnárodní společnosti.
Podle Stanfordské encyklopedie filozofie je komunitarismus myšlenka, podle které jsou lidské identity do značné míry formovány různými druhy konstitutivních společenství (nebo sociálních vztahů) a že tato koncepce lidské povahy by měla být základem pro naše morální a politické úsudky, jakož i pro politiky a instituce. Komunity formují a měly by formovat naše morální a politické úsudky a máme silnou povinnost podporovat a vyživovat konkrétní komunity, které poskytují smysl pro naše životy, bez kterých bychom byli dezorientovaní, hluboce osamělí a neschopní informovaného morálního chování.
Stejným pojmem se však označují i snahy o vytvoření národnostních, rasových či náboženských komunit, které nad „společný“ národní zájem kladou dílčí zájmy své komunity.
Komunitaristé nepředstavují kompaktní politickou skupinu, nýbrž volný filosofický směr.

## Původ a charakteristika
Pojem komunitarista je doložen v roce 1841, kdy jím John Goodwyn Barmby označil adepty utopického socialismu. Pojem komunitarismus však vznikl až po roce 1980, zejména jako odpověď na Rawlsovu knihu Teorie spravedlnosti. Komunitaristé vyšli ze studia starověkých republik a starověké politické filosofie, kde obec a společenství hrály významnější úlohu než v současných demokraciích.
Komunitaristé, hlásící se k národnímu nebo nadnárodnímu celku, kritizují úpadek občanské účasti na veřejných záležitostech a pokles zájmu o společenský život. Někteří se zasazují o takzvaná pozitivní práva, jako je bezplatné vzdělávání, zdravotnictví nebo sociální zajištění. Odvolávají se na starší myslitele, například na M. Bubera, N. Machiavelliho, J.-J. Rousseaua nebo A. Tocquevilla.
Komunitaristé dílčích zájmů naopak filozofii národního celku zpochybňují a s poukazem na partikulárnost své komunity usilují v rámci národního společenství o specifická práva.

## Dělení
Filozofové Marek Hrubec a Ľuboš Blaha rozšiřují komunitarismus na společenské projekty vázané na hodnoty a význam komunity nebo pospolitosti, tedy na různé druhy socialismu a komunismu (křesťanského, utopického, vědeckého).
Lukáš Perný dělí komunitarismus na:
- historický (historické kořeny kolektivistické projektů od Platóna, přes Babeufa, Proudhona, Bakunina, Fourier, Owena až po Marxe)
- současný teoretický, atlantický nebo anglo-americký komunitarismus (Sandel, Walzer, MacIntyre), vznikl v 80. letech, 20. století
  - pro-liberální, pro-multikulturní (Walzer, Taylor)
  - anti-liberální, pro-národní (Sandel, MacIntyre)[3]
- praktický (vize soběstačných komunit tak jak je popisovali Thomas More (Utopie), Tommaso Campanella (Sluneční stát) a praktikovali křesťanští utopisté (jezuitská redukce) nebo utopičtí socialisté Charles Fourier (komunity asocianistů v USA), Robert Owen (komunita New Harmony). Do této linie řadí různé formy družstevnictví, spolčování, svépomoci, samosprávy či komunit založených na kolektivním vlastnictví půdy a společné výrobě (komunity husitů, The Diggers, Habánů, Hutteritů, Amišů, izraelské kibucy, slovanská občina) a také současné komunity (př. Sieben Linden, Dvanáct kmenů, Tamera (Portugalsko), Marinaleda (Španělsko)).

Daniel Bell rozlišuje tři druhy komunitaristické argumentace:
- metodologická tvrzení o důležitosti tradic a společenského kontextu pro morální a politické uvažování,
- ontologické nebo metafyzické tvrzení o sociální pověsti
- normativní tvrzení o významu komunity

## Hlavní představitelé
- Jan Peter Balkenende
- Amitai Etzioni
- Alasdair MacIntyre
- Robert Putnam
- Charles Taylor
- Michael Walzer
- Michael Sandel